# David Rice
David Rice es un tenista profesional, nacido el 1 de enero de 1989 en la ciudad de Buckinghamshire, Reino Unido. Su máximo ranking individual lo consiguió el 5 de agosto de 2011, cuando alcanzó la posición N.º 380 del ranking mundial ATP. Mientras que en dobles alcanzó la posición 177 el 26 de agosto de 2013.
Su brazo hábil es la derecha y usa el revés a dos manos. Participa principalmente en el circuito ITF y de la ATP Challenger Series y sobre todo en la modalidad de dobles. Ha ganado hasta el momento 1 títulos ATP Challenger Series en la modalidad de dobles, junto a su compatriota Sean Thornley ganaron en el año 2010, el Türk Telecom İzmir Cup disputado en la ciudad de Esmirna, Turquía.

## Títulos; 1 (0 + 1)

### Dobles (1)
| Legenda dobles            |
| Grand Slam (0)            |
| ATP World Tour Finals (0) |
| ATP Masters 1000 (0)      |
| ATP World Tour 500 (0)    |
| ATP World Tour 250 (0)    |
| ATP Challenger Series (1) |

| No. | Fecha      | Torneo                        | Superficie | Pareja        | Rival en la final           | Resultado |
| --- | ---------- | ----------------------------- | ---------- | ------------- | --------------------------- | --------- |
| 1.  | 23.09.2012 | Challenger de Esmirna Turquía | Dura       | Sean Thornley | Brydan Klein Dane Propoggia | 7-68, 6-2 |